# Henry C. Gordon
Henry C. Gordon (23 de diciembre de 1925-24 de septiembre de 1996) fue un astronauta y coronel estadounidense en la Fuerza Aérea de los Estados Unidos. Participó en la guerra de Vietnam y la guerra de Corea.